# Xavier Bettel
Xavier Bettel (Ciudad de Luxemburgo, 3 de marzo de 1973) es un político y abogado luxemburgués. Fue primer ministro de Luxemburgo desde el 4 de diciembre de 2013 hasta el 17 de noviembre de 2023, anteriormente se desempeñó como alcalde de Ciudad de Luxemburgo entre los años 2011 y 2013. También se desempeñó como miembro de la Cámara de Diputados y del Consejo comunal de la ciudad de Luxemburgo.
En octubre de 2018 renovó su mandato como jefe de Gobierno al frente de una coalición con los socialistas y Los verdes tras su primer término entre 2013 y 2018.

## Biografía
Bettel comenzó sus estudios en el "Lycée Hélène Boucher" y luego continua con un Diploma de Estudios Avanzados en Derecho Público y Ciencias Políticas en la Facultad de Derecho de Nancy, y los concluyó en la Universidad Aristóteles de Salónica donde obtuvo una Maestría en Derecho Público y Derecho Comunitario, siendo Licenciado en derecho marítimo y derecho eclesiástico.

## Trayectoria política
Miembro del Partido Democrático (DP) desde 1988. En 1991, fue elegido presidente de la Circunscripción Centro y Vicepresidente del Consejo Nacional de la Juventud Demócrata y Liberal (JDL). De 1994 a 2002, ocupó el cargo de Presidente Nacional de la JDL. 
El 13 de junio de 1999, Xavier Bettel fue registrado como candidato en la lista de DP en la Circunscripción Centro para las elecciones nacionales del 13 de junio de 1999, donde fue elegido miembro de la Cámara de Diputados. En las elecciones municipales del 10 de octubre de 1999, también fue elegido concejal del Ayuntamiento de la ciudad de Luxemburgo.
En 2004, fue investido como candidato por el DP para las elecciones nacionales y europeas, donde fue reelegido a la Cámara de Diputados. Después de las elecciones locales en octubre de 2005 se incorporó al cuerpo de regidores que es responsable de la acción social y la juventud. Bettel también fue reelegido en las elecciones parlamentarias del 7 de junio de 2009. Tras resultar primero en la lista DP de la Circunscripción Centro fue nombrado presidente del Grupo Parlamentario DP.
En febrero de 2013, fue elegido presidente de su partido político (DP) con el 96,5% de los votos de los miembros del partido.

### Primer ministro de Luxemburgo

#### Unión Europea
El 1 de julio de 2015, Luxemburgo asumió la presidencia del Consejo de la Unión Europea por un periodo de seis meses, relevando a Letonia. Bettel, en una de sus primeras ruedas de prensa como Presidente del Consejo de la UE, destacó que “para poder construir un puente hace falta querer desde ambas orillas y la presidencia luxemburguesa quiere mantener a Grecia en la Eurozona y al Reino Unido en el seno de la UE“ buscando evitar el “Brexit” que finalmente se produciría en 2020. Además se refirió a las “urgencias humanitarias” como la gestión de la migración. Finalmente, el 13 de julio siguiente, después de 17 horas de negociaciones Bettel logró cerrar un acuerdo que garantizó la permanencia de Grecia en la eurozona.
Xavier Bettel pertenece a la generación de líderes europeos liberales que pretende encarnar el proceso de refundación de la Unión Europea. “No hemos conocido la guerra, y amamos a Europa, los tres”, dijo en 2017 el primer ministro de Luxemburgo en el marco de una reunión con el presidente de Francia Emmanuel Macron y el entonces Primer ministro belga Charles Michel, quien es presidente del Consejo Europeo desde diciembre de 2019.
En marzo de 2018 se celebró un seminario de gobierno franco-luxemburgués, presidido por el primer ministro de Francia y Bettel, y al que asistieron una docena de ministros de ambos Estados miembros de la Unión Europea. Este seminario permitió profundizar el programa para reconstruir Europa y la cooperación transfronteriza.
Tras las elecciones al Parlamento Europeo de 2019, el partido de Bettel, junto a otros partidos europeos se unió a la lista apoyada por Macron en Francia dando nacimiento al grupo Renovar Europa dentro de la política europea. Anteriormente Bettel ya había apoyado el proyecto de consultas ciudadanas dentro de la Unión Europea desarrolladas en 2018 como preparación de las elecciones de 2019.
En cuanto a las energías renovables en la Unión Europea, Bettel ha expresado su desaprobación ante la idea de que las ayudas para la transición ecológica sean en parte asignadas a la construcción de centrales nucleares. El primer ministro también ha sostenido el “Pacto Verde” propuesto por la presidenta de la Comisión Europea, Ursula von der Leyen a finales de 2019.

## Vida personal
Bettel es abiertamente gay, y ha señalado que cada vez más en Luxemburgo, «la gente no considera el hecho de si alguien es gay o no». 
Bettel está casado con Gauthier Destenay. El 15 de mayo de 2015, Bettel y Destenay contrajeron matrimonio.

### Hospitalización por COVID-19
El 4 de julio de 2021, Bettel fue ingresado en el hospital tras ser diagnosticado con COVID-19 el 27 de junio. La medida se describió inicialmente como preventiva y para pruebas. Se informó que experimentó "síntomas leves" como fiebre alta y dolor de cabeza.